# Jonathan Taylor Thomas
Jonathan Taylor Thomas, właśc. Jonathan Taylor Weiss (ur. 8 września 1981 w Bethlehem) – amerykański aktor filmowy, telewizyjny i głosowy. W 1999 znalazł się na liście finalistów alei sław Hall of Fame Nickelodeon Kids’ Choice Awards. Dwukrotny laureat Young Artist Award (1994, 1997) i zdobywca Nickelodeon Kids’ Choice Awards (1998).

## Filmografia

### Filmy
- 1994: Król lew jako młody Simba (głos)
- 1995: Pan domu jako Ben Archer
- 1995: Tom i Huck jako Thomas „Tom” Sawyer
- 1996: Pinokio jako Pinokio (głos)
- 2000: Wspólny mianownik jako Tobias Anderson
- 2005: Szopy w natarciu jako Shoukichi (wersja angielska filmu z 1994)

### Seriale TV
- 1991–1998: Pan Złota Rączka jako Randall William „Randy” Taylor
- 2000: Ally McBeal jako Chris Emerson
- 2000: Dzika rodzinka jako Tyler Tucker (głos)
- 2004: Tajemnice Smallville jako Ian Randall
- 2004: 8 prostych zasad jako Jeremy
- 2005: Weronika Mars jako Ben
- 2013–2015: Ostatni prawdziwy mężczyzna jako John Baker / Randy

### Gry wideo
- 2006: Kingdom Hearts II jako młody Simba (głos)